# Paso Gjelstad
El paso Gjelstad (en inglés: Gjelstad Pass) es un paso de montaña, ubicado en la parte occidental de la Cordillera de San Telmo en la isla San Pedro del archipiélago de las islas Georgias del Sur, entre el monte Corneliussen y el pico Smillie. Es el único paso descubierto para cruzar por vía terrestre hacia la costa sur de la isla. Fue examinado por la South Georgia Survey en el período 1951-1957, y fue nombrado por el Comité Antártico de Lugares Geográficos del Reino Unido por A. Gjelstad, ingeniero y propietario de una fábrica en Noruega, quien entre 1926 y 1932 inventó varios dispositivos de gran valor práctico a la industria de la caza de ballenas, incluyendo un aparato para sujetar las colas de las ballenas para transportarlos hasta las gradas de los buques factoría.